# Calconatronita
La calconatronita és un mineral de la classe dels carbonats. El seu nom prové del grec chalcos, pel coure, i natró, el nom modern de la forma natural en què es troba el carbonat de sodi.

## Característiques
La calconatronita és un carbonat hidratat de coure i sodi de fórmula química Na₂Cu(CO₃)₂(H₂O)₃. Cristal·litza en el sistema monoclínic en forma de crostes de gra fi de plaques pseudohexagonals o en forma de llistons; també de manera massiva, en forma de butllofes i pel·lícules.
Segons la classificació de Nickel-Strunz, la calconatronita pertany a «05.CB - Carbonats sense anions addicionals, amb H₂O, amb cations grans (carbonats alcalins i alcalinoterris)» juntament amb els següents minerals: termonatrita, natró, trona, monohidrocalcita, ikaïta, pirssonita, gaylussita, baylissita i tuliokita.

## Formació i jaciments
La calconitrita es forma com un component de la pàtina en artefactes de bronze, i pel que sembla és característica d'entorns de corrosió àrids; també es pot formar com a mineral secundari poc comú a la zona d'oxidació de dipòsits polimetàl·lics.
Va ser descoberta l'any 1955 a Egipte. També ha estat trobada a diferents indrets d'Alemanya, la mina de níquel Carr Boyd Rocks, a la Comarca de Menzies (Austràlia Occidental, Austràlia); a Zunderwand, a Erlacher Bock (Caríntia, Àustria); a la pedrera Poudrette, al Mont Saint-Hilaire (Quebec, Canadà); als estats estatunidencs de Colorado, Michigan i Virgínia; a diferents indrets de la Bohèmia (República Txeca); a una mina de sal de Bex (Vaud, Suïssa); a la mina Santa Rosa, al Districte de Santa Rosa-Huantajaya (Regió de Tarapacá, Xile). Als territoris de parla catalana ha estat descrita a la mina Eureka (La Torre de Cabdella, Pallars Jussà).
Sol trobar-se associada a altres minerals com: cuprita, atacamita, paratacamita, guix, brochantita, malaquita, atzurita, epsomita, magnesita niquèlica, glaucosferita, takovita, georgeïta, carrboydita.